# Pustinjska ekspedicija
Pustinjska ekspedicija je epizoda Zagora objavljena u svesci #175. u izdanju Veselog četvrtka. Na kioscima u Srbiji se pojavila 1. jula 2021. Koštala je 270 din. (2,27 €; 2,65 $) Imala je 94 strane. Ovo je 2. deo duže epizode, koja je započela u #174.

## Originalna epizoda
Originalna epizoda pod nazivom Spedizione nel deserto objavljena je premijerno u #643. regularne edicije Zagora u izdanju Bonelija u Italiji 2. februara 2019. Epizodu je nacrtao novosadski crtač Bane Kerac, a scenario napisao Moreno Burattini. Naslovnicu je nacrtao Alessandro Piccinelli. Koštala je 4,4 €.

## Kratak sadržaj
Zagor, Čiko i prof. Makflaj skaču u ponornicu i uspevaju da umaknu indijancima. Ubrzo, tokom noći nailaze na ekspediciju kauboja, koja ima i unajmljene Indijance da joj pokazuju put. Zagor se prišunjao kampu i video da se u grupi nalazi žena za koju je pretpostavio da je Julija Šulc (krenula u naučnu ekspediciju; Mekflaj pretpostavio da su je Indijanci ubili). Zagor joj pomaže da pobegne da bi ubrzo shvatio da je Šulcova vođe ove ekspedicije. Njeni ljudi ubro hvataju Čika i Mekflaja, nakon čega se i Zagor predaje, ali uspeva da pobegne. Šulcova im objašnjava da je glavni motiv za ovu ekspediciju njen pokušaj da pre drugih pronađe zapise Aleksandrijske biblioteke. Ona se nada da će pomoću tog naučnog otkrića (antički moreplovci otkrili Ameriku hiljadu godna pre Kolumba) uspeti da napreduje na univerzitetskoj lestvici na kojoj muškarci imaju prednost.  Šulcova kasnije otkriva Mekflaju i Čiku da su naučnici otkrili još jedno pismo španskog fratra iz 1718. godine u kome se navodi da se jedan deo spisa nalazi u blizini toka reke Končos, pritoke Rio Grande. Navodi se da su spisi ostavljeni u napuštenoj tvrdđavi uklesanoj stenama, tj. u pueblu. Cela ekspedicija se upućuje ka tom pueblu. Zagor tokom noći uspeva da oslobodi Mekflaja i Čika.

## Metafora Staklenog plafona
Šulcova veruje da je pametnija, inteligentnija, obrazovanija i pripremljenija od većine muškaraca profesora na univerzitetu, ali da ipak ne može da napreduje više od pozicije nižeg ranga. To vidi kao veliku nepravdu. Veruje da bi joj ovo otkriće omogućilo da se popne na naučnoj lestvici i omogući joj adekvatnu akademsku titulu. Ovaj fenomen je u sociologiji poznat pod imenom stakleni plafon. Ne postoji eksplicitno pravilo da žene ne mogu da napreduju u biznisu i akademskoj zajednici, ali za njih su ipak rezervisane samo niže pozicije.

## Prethodna i naredna epizoda
Prethodna sveska Zagora nosila je naslov Dolina spomenika (#174), a naredna Tajanstveni pueblo (#176).

## Reprize u Srbiji
Ova epizoda objavljena je kao deo kolekcionarskog izdanja pod nazivom Pueblo!, koji je Veseli četvrtak objavio 27.1.2022. Cena izdanja je bila 3.100 dinara (26,3 €). Imalo je preko 300 strana.